# Thamnosophis epistibes
Thamnosophis epistibes — вид змій родини Pseudoxyrhophiidae. Ендемік Мадагаскару.

## Поширення і екологія
Thamnosophis epistibes поширені на сході острова Мадагаскар. Вони живуть у вологих тропічних лісах. Живляться амфібіями та іншими дрібними хребетними. Відкладають яйця.